# Синт Никлас (окръг)
Синт Никлас (на нидерландски: Sint-Niklaas) е окръг в Северна Белгия, провинция Източна Фландрия. Площта му е 475 km², а населението – 250 196 души (по приблизителна оценка от януари 2018 г.). Административен център е град Синт Никлас.